# Bartolomeo Coghetto
Bartolomeo Coghetto (detto Medoro; Treviso, 1707 – Treviso, 1793) è stato un religioso, pittore e musicista italiano.

## Biografia
Bartolomeo, meglio noto come "Medoro", Coghetto, figura poliedrica (lo storico Francesco Scipione Fapanni lo definisce: peritissimo nella botanica, nella chimica, nell'architettura e nella musica) fu, a partire dal 1753, canonico della Cattedrale con mansioni di penitenziere.

### Pittore

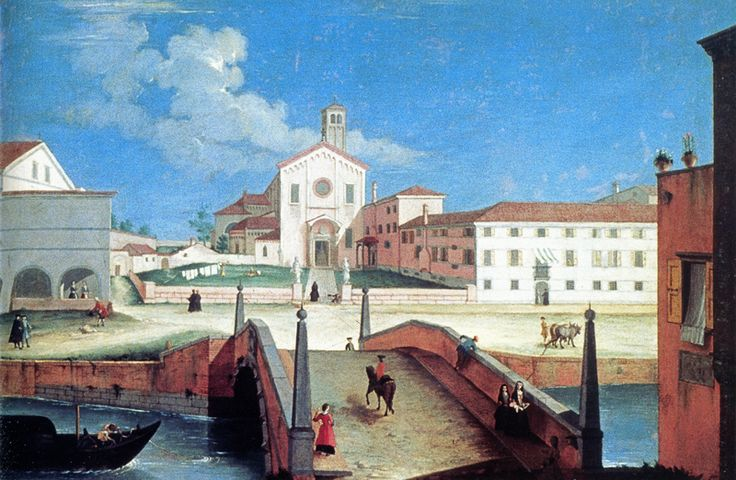
Medoro Coghetto - veduta di Treviso con il ponte e la chiesa di Santa Margherita.

È conosciuto per le sue descrizioni (incisioni e oli) minuziose e realistiche della città di Treviso.
Coghetto ci ha lasciato una serie di dipinti con vedute della città, importantissimi come testimonianza dell'epoca, sia sotto il profilo della descrizione degli edifici, sia sotto l'aspetto della vita cittadina della metà del Settecento. Utilizzò nell'impostazione prospettica la camera ottica prediligendo  indubbiamente il punto di vista rialzato.
Degli oli di Coghetto si interessarono particolarmente i primi due direttori dei Musei civici di Treviso Luigi Bailo e Luigi Coletti.
Nel 1951 il Comune di Treviso acquistò sette dipinti dell'artista (in particolare le vedute di Piazza dei Signori con il Palazzo dei Trecento, del Duomo e del Vescovado, dell'antica chiesa di Santa Margherita e dell'omonimo ponte - oggi l'una sconsacrata, l'altro demolito -, del Cagnan al Ponte di Pria e a Riva Sant'Andrea e del porto sul Sile) oggi esposti in una sala del Museo civico Luigi Bailo a lui dedicata.

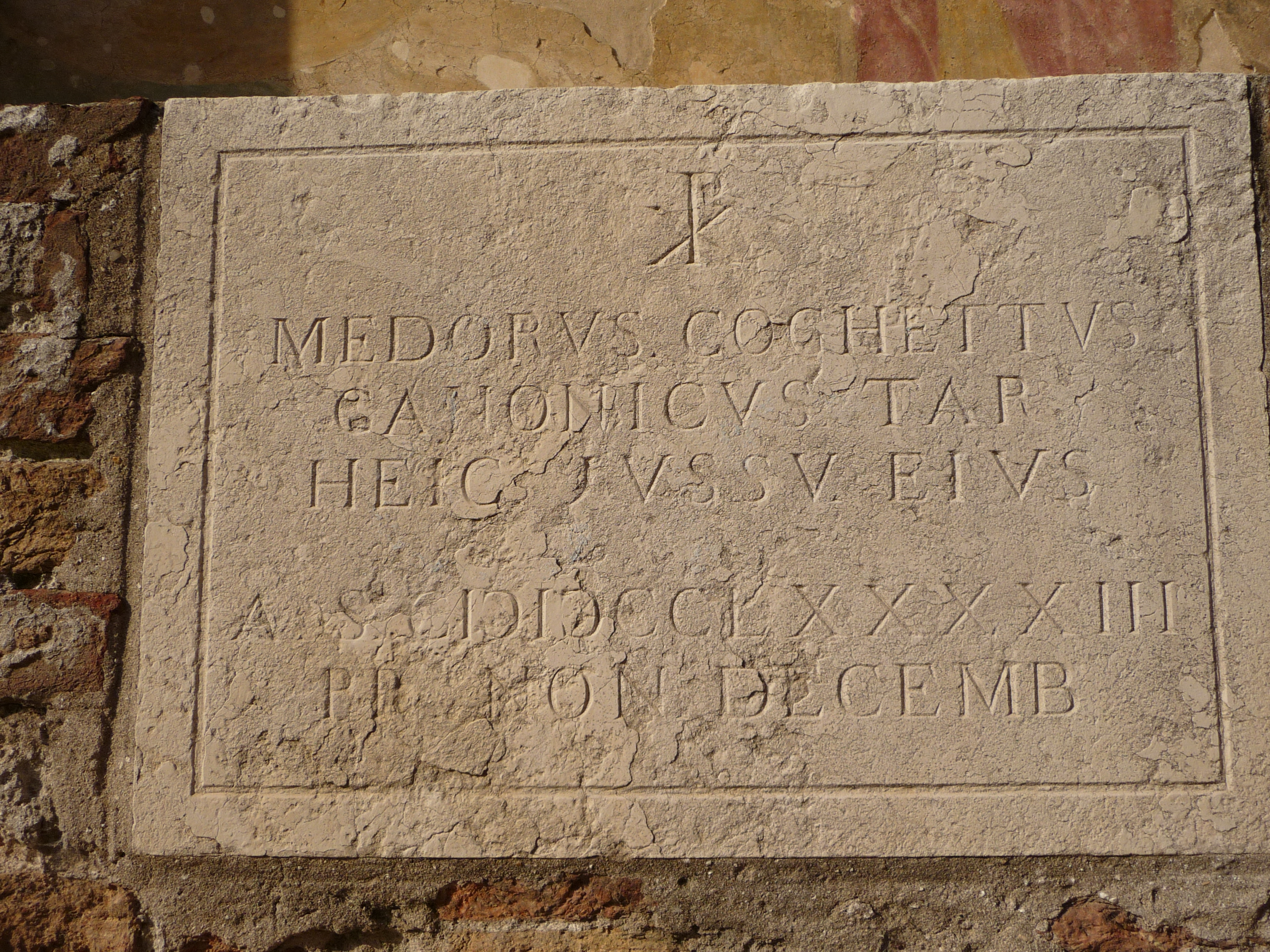
Lapide sepolcrale di Medoro Coghetto, oggi murata sul lato destro della Chiesa di San Giovanni Battista, nelle cui vicinanze il religioso fu sepolto.

### Musicista
Medoro Coghetto fu anche maestro di canto della Cappella del Duomo dal 1735 e si dimostrò discreto compositore di musica sacra: sempre Fapanni ricorda molti pezzi dettati con novità di armonia e con mirabile esattezza di contrappunto. Purtroppo nulla rimane della sua produzione dopo i bombardamenti del 1944 se non gli inventari, i quali ci lasciano intuire una produzione molto vasta.
Ebbe quali allievi Ignazio Giovanni Spergher, Gianbattista Bortolani, Girolamo Schiavon e Niccolò Moretti.

### Botanico
Quanto all'attività di botanico, si sa che Coghetto aprì un piccolo orto lungo il Sile e che erborizzava aiutandosi con l'opera di Antonio Lasinio, Erbario (1647), che lasciò poi alla Biblioteca comunale di Treviso.